# Bell Island (Grey-eilanden)
Bell Island (Frans: Île Bell) is een rotsachtig eiland dat deel uitmaakt van de Canadese provincie Newfoundland en Labrador. Het heeft een oppervlakte van 88 km² en ligt ruim 20 km ten oosten van Noord-Newfoundland. In het zuiden ligt het spookdorp Grey Islands Harbour.

## Geografie
Bell Island vormt tezamen met het kleinere en noordelijker gelegen Groais Island de Grey-eilanden. Het eiland ligt ten oosten van het Great Northern Peninsula, het noordelijke schiereiland van het eiland Newfoundland. De kust is erg steil en rotsachtig; enkel in het zuiden is er een goede natuurlijke haven. 

## Geschiedenis
De eerste die het eiland beschreef was de Franse ontdekkingsreiziger Jacques Cartier. Hij passeerde beide Grey-eilanden in de begindagen van zijn allereerste grote ontdekkingstocht in 1534. Cartier beschreef Groais- en Bell Island als "belles isles" (mooie eilanden); vandaar heeft Bell Island zijn naam.
Minstens vanaf het midden van de 19e eeuw bevond er zich in het uiterste zuiden van het eiland een kleine vissersgemeenschap die bekendstond als Grey Islands Harbour. In de jaren 1960 werd de outport verlaten in het kader van de provinciale hervestigingspolitiek. In de buurt van het spookdorp staat in de 21e eeuw nog steeds een werkende vuurtoren en radartoren.

## Natuur
De zuidkust van Bell Island, waartoe ook het Île aux Canes en Shepherd Island gerekend worden, is erkend als een Important Bird Area. In de zomermaanden is het een belangrijke broedlocatie voor de eider en ook 's winters komt deze eendensoort er in groten getale voor. 